# Abadía de Blanche Couronne

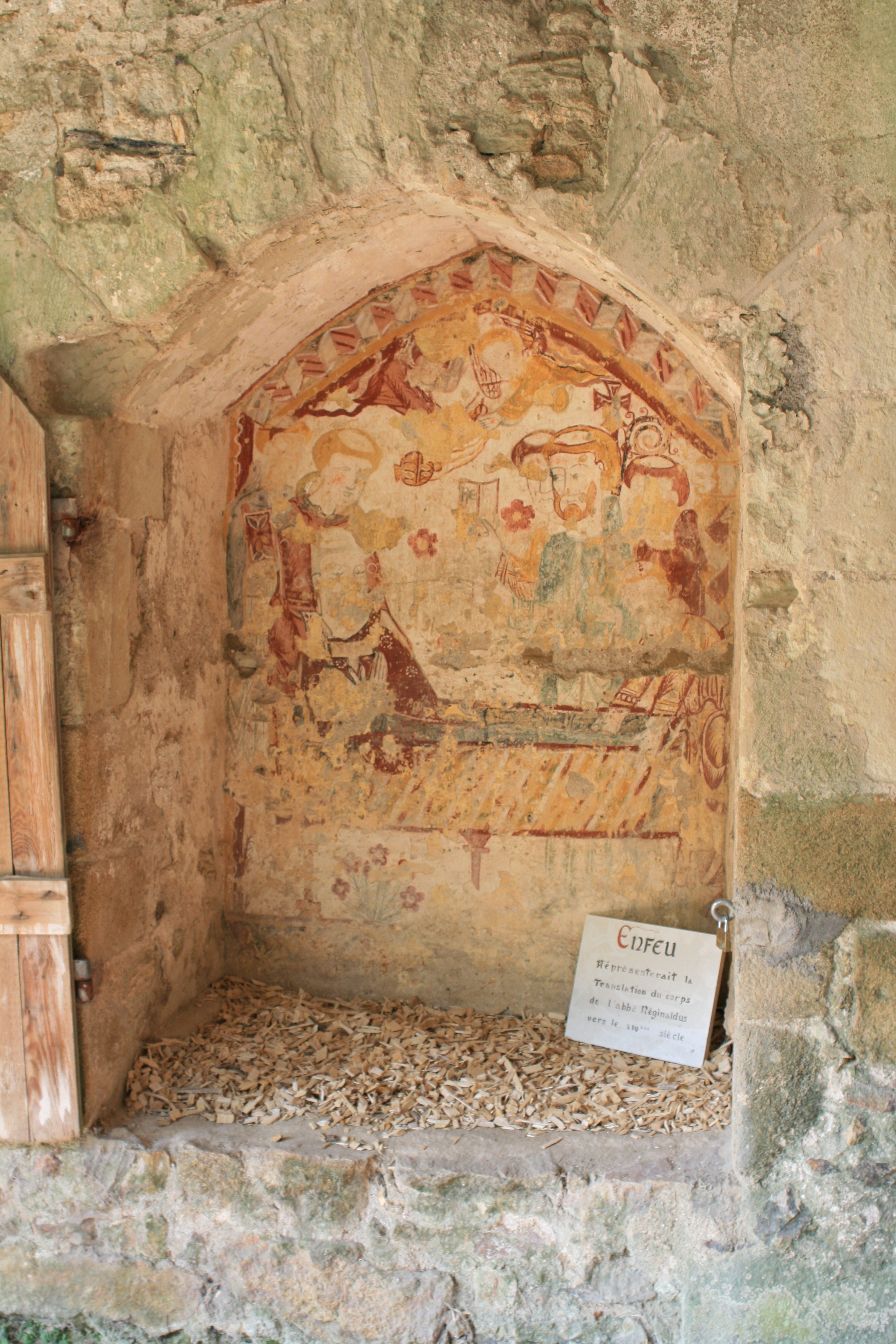
Abadía de Alba Corona.

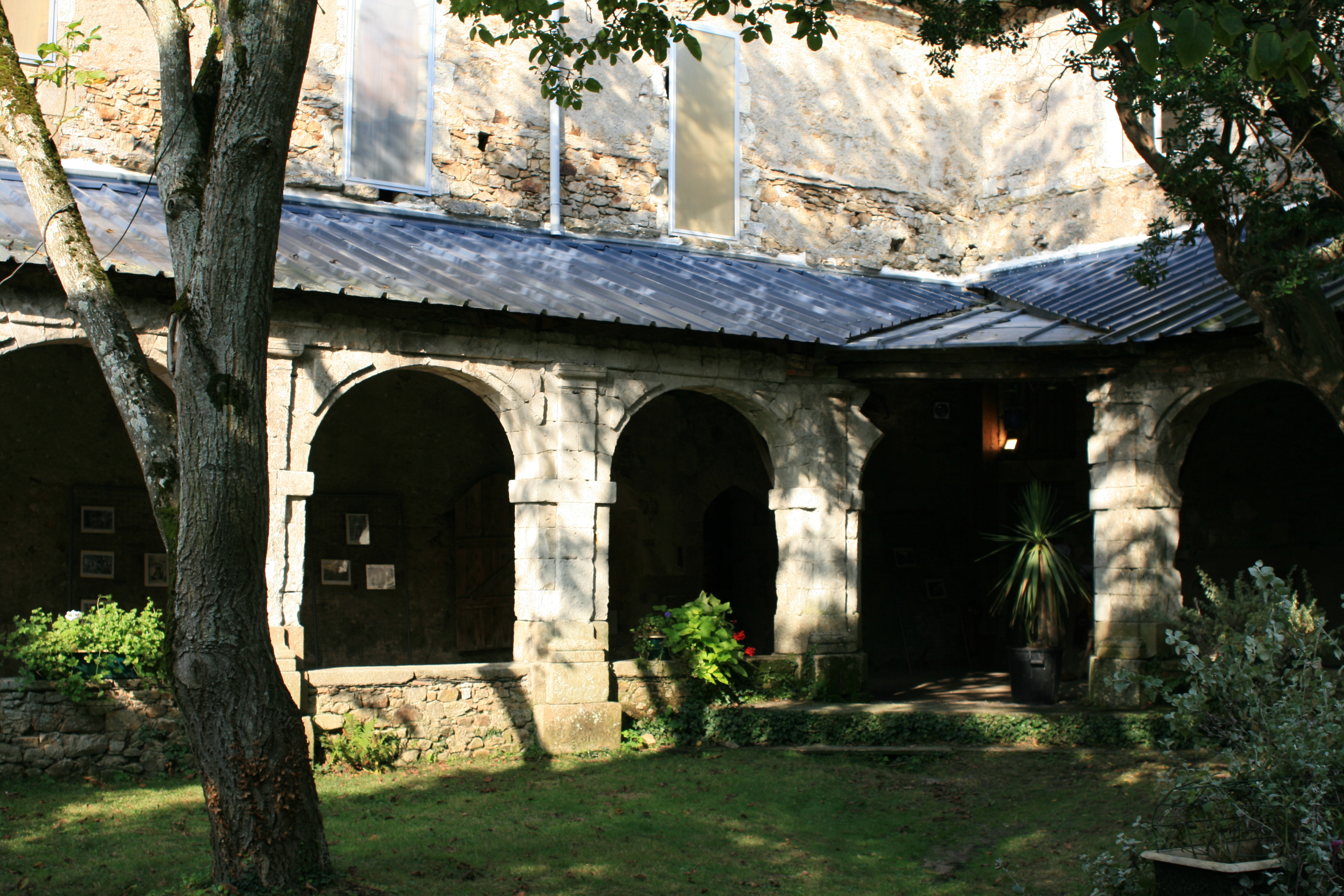
Vista desde afuera de la Abadía de Alba Corona.

La Abadía de Blanche Couronne se halla en La Chapelle-Launay, cerca de Savenay, en Bretaña, Francia.

## Historia
La abadía era un monasterio en el que vivían monjes.

## Abad
- Juan de Lorena (1498-1550)

## Curiosidades
En la abadía se encuentran la tumba de Pierre Cornulier, obispo de Nantes.